# Катіньяно
Катіньяно (італ. Catignano) — муніципалітет в Італії, у регіоні Абруццо,  провінція Пескара.
Катіньяно розташоване на відстані близько 135 км на північний схід від Рима, 50 км на схід від Л'Аквіли, 26 км на південний захід від Пескари.
Населення — 1408 осіб (2014).
Покровитель — Santa Croce.

## Демографія
Населення за роками:

Станом на 1 січня 2023 року в муніципалітеті офіційно проживало 65 іноземців з 20 країн, серед них 26 громадян країн Євросоюзу та 2 громадяни України.

## Сусідні муніципалітети
- Чивітакуана
- Куньолі
- Лорето-Апрутіно
- Ноччано
- П'янелла